# 陳家珮

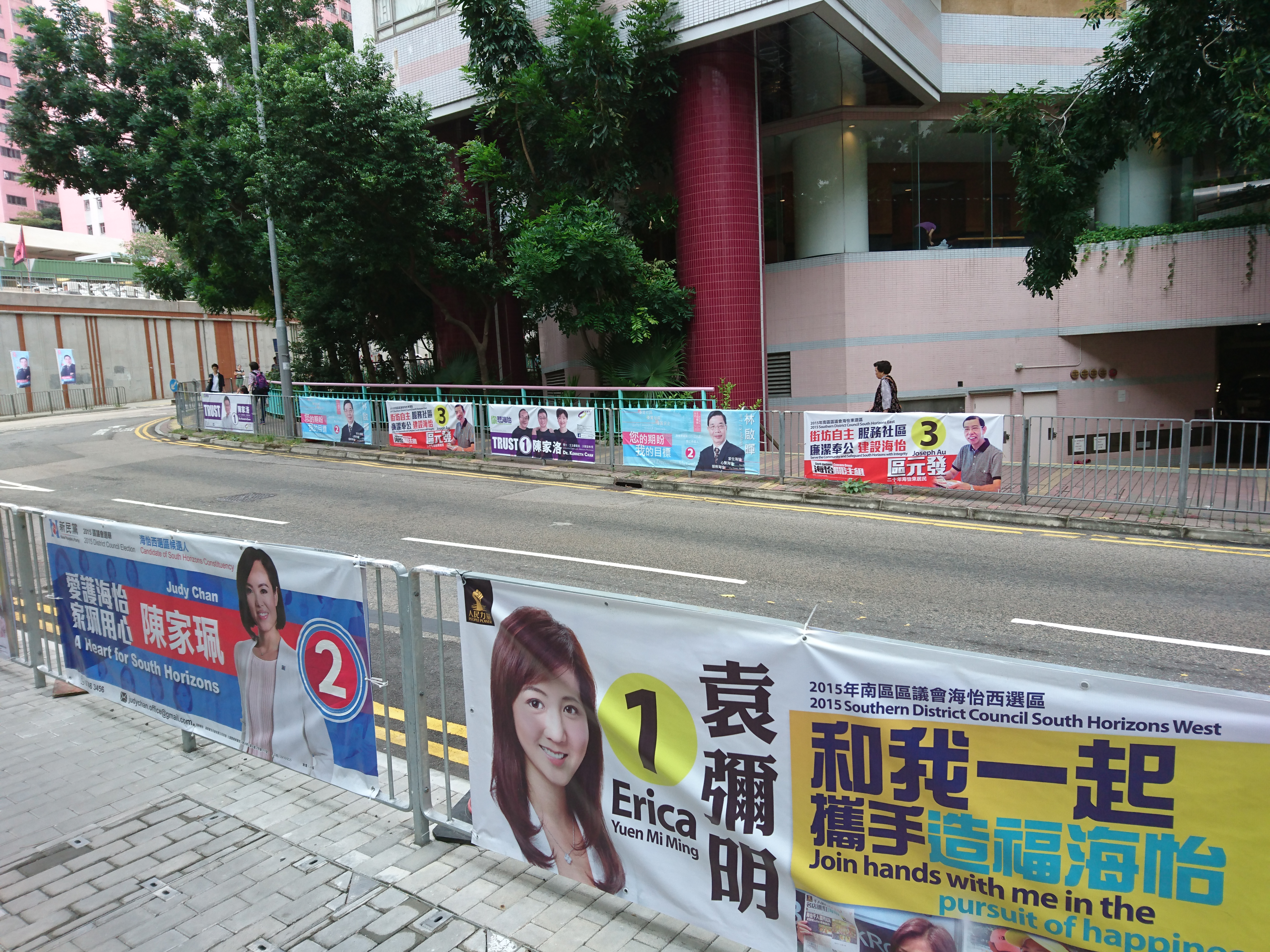
陳家珮於2015年香港區議會選舉競逐連任的橫額（前排左方）

陳家珮，MH，JP（1980年4月4日—），香港政治人物，新民黨中央委員，現任香港立法會議員（選舉委員會），前香港南區區議會海怡西選區議員，其他公職包括市區重建局非執行董事、南區社區事務及旅遊發展委員會副主席及南區撲滅罪行委員會及上訴委員（房屋）委員。有「葉刘2.0」之稱。

## 生平
陳家珮於香港土生土長，父親為上環摩羅街的古董店商人。她小時候住在西環第二街，畢業於嘉諾撒聖心學校，後在中華基督教青年會中學讀至中四，即16歲時負笈澳洲升學，於澳洲蒙納士大學主修市場學。2003年大學畢業，遇上「沙士」疫情爆發，香港經濟低迷，毅然到美國工作，直至2010年回流香港，報讀匯賢智庫課程認識了新民黨主席葉劉淑儀，從而踏上從政路。她並擔任新民黨海怡社區發展主任。
2014年，陳家珮以政治素人身份，在南區區議會海怡西選區補選中，以2,023票，在民主派分裂的情況下，擊敗民主黨單仲偕及人民力量袁彌明當選，成功取得馮煒光轉職新聞統籌專員之後遺留下來的職位空缺。
2015年香港區議會選舉，陳家珮再與袁彌明對壘，結果陳家珮獲得2,945票，擊敗得2,245票的袁彌明，成功連任。
2016年香港立法會選舉，陳家珮參選香港島選區，在葉劉淑儀名單排行第二。此前，她放棄了美國國籍。
2018年1月16日，陳家珮報名參加3月11日立法會港島區補選，最終陳家珮以9,547票之差落敗給泛民主派參選人區諾軒，無緣晉身立法會，其後謝票時表示希望出戰下次選舉，但最終有待新民黨決定。
2019年香港區議會選舉，泛民主派原本提薦的香港眾志秘書長黃之鋒因選舉主任政治審查被裁定提名無效而無法出選，海怡西選區由“Plan B”獨立泛民林浩波取代其出戰。於投票日，即2019年11月24日，海怡西的票站錄得79.8%的高投票率。最終，林氏亦取得4164票，以928票之差距，擊敗尋求連任的陳家珮，成功為泛民主派收復自2014年失落於建制派的海怡西選區。

## 爭議
2019年8月9日，一名老婦在海怡半島墮樓身亡，身為該區區議員的陳家珮到場了解，但卻在其個人Facebook專頁上載到場調查時的自拍照片，惹來不少爭議，認為她消費死者。

2019年11月7日，香港建制派舉行靜默遊行，出席遊行的陳家珮以「曱甴」稱呼指罵建制派的途人。
2022年1月，妄顧疫情發生第五波的可能性，與其他高官及議員輕視防疫安全繼續參加一個不跟足政府防疫指引（賓客進食以外時間除口罩、除口罩離檯交際唱歌和多人涉嫌沒掃安心出行入餐廳等等）。多名人士涉「知法犯法」令特首林鄭月娥表示非常失望！因曾到訪有新型冠狀病毒確診者出席的洪為民生日派對場合而被送到竹篙灣檢疫中心隔離21天，後因有涉事者為假陽性而被提早釋放。。

## 外部連結
- 陳家珮官方網站

| 香港區議會    | 香港區議會                                                | 香港區議會    |
| ------------- | --------------------------------------------------------- | ------------- |
| 前任： 馮煒光 | 南區區議會 海怡西選區區議員 2014年3月24日至2019年12月31日 | 繼任： 林浩波 |